# Klungkung

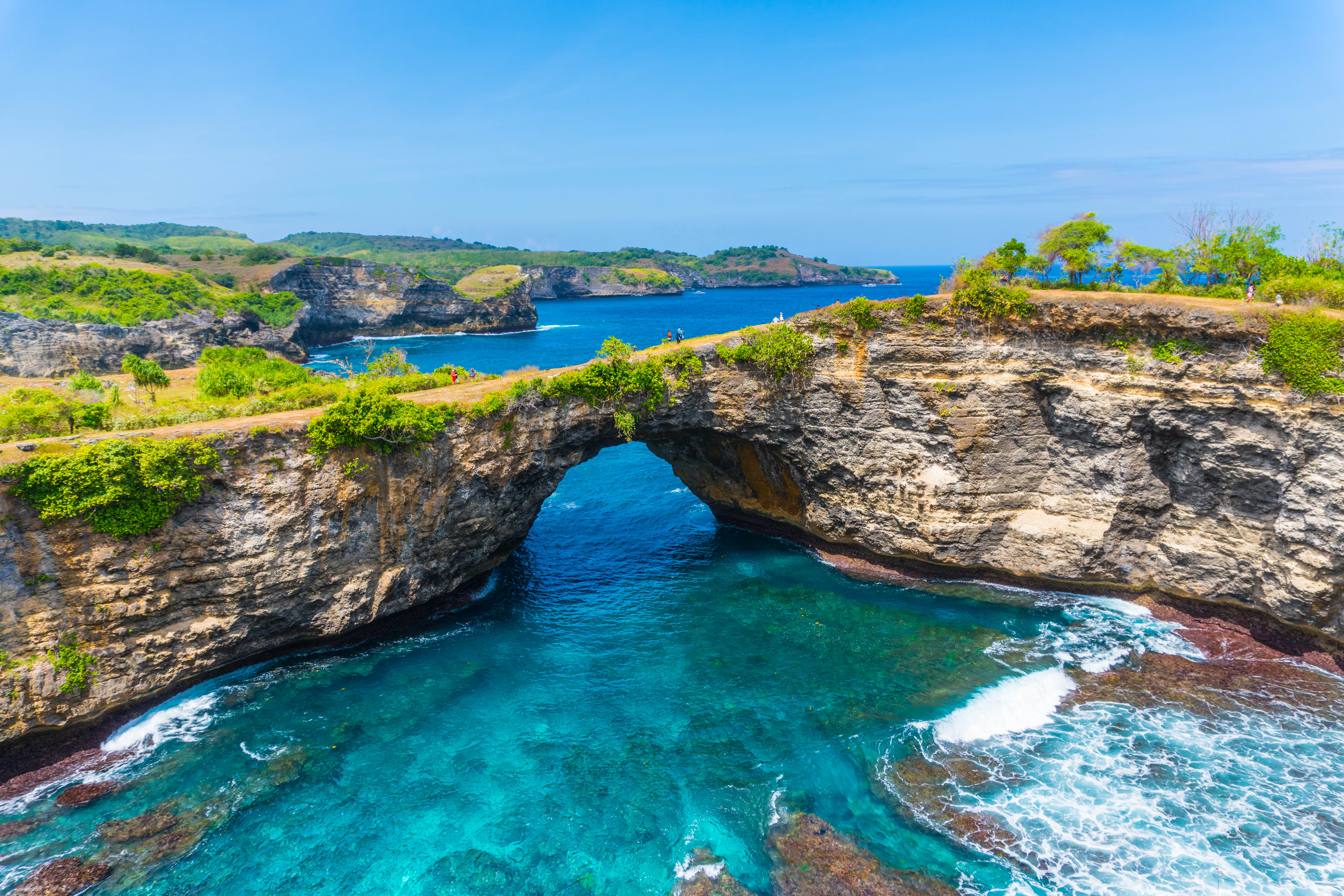
A Broken Beach (praia quebrada), em Nusa Penida, uma ilha da regência de Klungkung

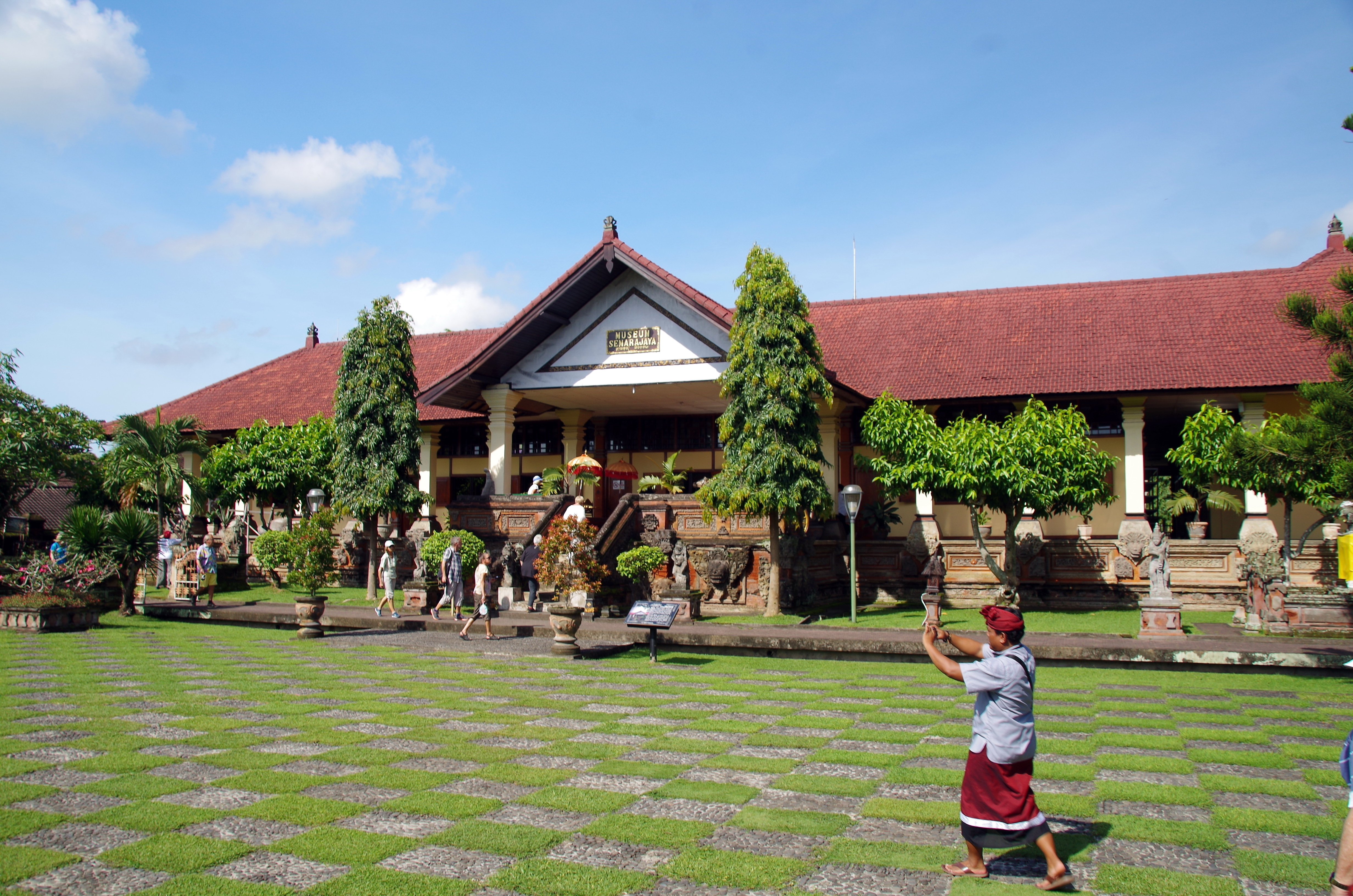
Museu Semarajaya, em Semarapura

Klungkung é a regência (kabupaten) mais pequena da ilha e província de Bali, Indonésia. Com capital em Semarapura, tem 315 km² de área e em 2022 a estimativa oficial de população era 206 925 habitantes (densidade: 656,9 hab./km²).
A regência é conhecida pelas suas pinturas balinesas clássicas, que representam sobretudo histórias de obras épicas mitologia hindu como o Mahabharata e o Ramáiana. Essas pinturas têm origem nos frescos dos palácios balineses e podem ser apreciados no Palácio de Klungkung, a residência dos monarcas do antigo Reino de Klungkung. Outras atrações turísticas mais relevantes são o Museu Semarajaya e as pequenas ilhas costeiras Nusa Lembongan, Nusa Ceningan e Nusa Penida. Juntamente com mais onze ilhas ainda mais pequenas, estas ilhas compõem o distrito de Nusa Penida e representam 64,4% da área terrestre da regência.

## História
A regência é sucessora do Reino de Klungkung (no passado escrito Kloengkoeng), um dos vários reinos que existiram em Bali quando os holandeses conquistaram a ilha no século XIX. As suas origens são anteriores ao tempo em os europeus chegaram ao Sudeste Asiático. Apesar de ter pouco território em comparação com os seus vizinhos, Klungkung foi o mais importante. Os seus soberanos, intitulados Dewa Agung ("Grande Deus") eram considerados pelo outros soberanos de Bali como o rei supremo, com poderes temporais e espirituais, mesmo depois de terem perdido gande parte do poder no século XVI.
O dinastia de Klungkung descende diretamente dos reis de Gelgel, um reino que governou toda a ilha, inicialmente como vassalo do Império de Majapait de Java Oriental, e depois com um estado independente, que tinha influência em Java Oriental e nas ilhas de Nusa Penida, Lomboque e Sumbava. De acordo com o Babad Dalem, uma compilação  semilendária de história do Bali, uma quebra na autoridade real a que se seguiu um golpe palaciano em data incerta do século XVI levou a que os senhores regionais obtivessem maio autonomia. Apesar da família real ter conseguido retomar o poder em Klungkung, ficaram sem condições de impor a autoridade sobre os rajás que se tiham tornado independentes, apesar de manterem formalmente terem mantido um de autoridade acima dos outros governantes da ilha.
A chegada de navios europeus aos portos balineses introduziu a ilha, até então isolada, no comércio mundial. Especialmente com os holandeses, as missões com o objetivo de estabelecer relações económicas passaram foram substituídas por expedições militares coloniais no século XIX, quando foram realizadas cinco. As primeiras três — em 1846, em 1848 e em 1849 — concentraram-se no norte e leste de Bali. A campanha seguinte ocorreu em 1858. Em 1894, os holandeses aproveitaram conflitos locais para continuarem a avançar no sentido da completa colonização de Bali e de Lomboque intervindo na Guerra de Lomboque, que envolveu Lomboque e Karangasem. A conquista holandesa de Bali seria completada em 1906, com a tomada de Bandungue e de Tabanan, e 1908, com a tomada de Klungkung
A seguir à queda de Klungkung, o último estado nativo independente em Bali, a administração colonial holandesa governou indiretamente o que são atualmente as regências de Karangasem e de Gianyar como stadehouders ("vice-reinados"), nomeando como locais como regentes, enquanto que o resto da ilha era administrado diretamente por funcionários públicos europeus. No entante, na década de 1920, alguns membros das casas reais locais nos quais os holandeses tinham confiança foram nomeados como regentes nos seus antigos reinos. Em 1938 foi criado o Paruman Agung (Conselho Supremo, um parlamento regional) e os até então regentes foram novamente empossados como reis (incluindo Klungkung), e os seus reino passaram a ser oficialmente autogovernados, embora pertencendo às Índias Orientais Neerlandesas.
Esse sistema de autogoverno foi parcialmente mantido durante a ocupação japonesa na Segunda Guerra Mundial, apesar das tropas japonesas terém intervindo em vários reinos para depor governantes locais. Em 1946, a administração colonial neerlandesa voltou à ilha e começou a introduzir nos governantes nativos a ideia duma federação de estados na Indonésia oriental, em oposição a uma república indonésia unitária. Em 1947 foi criado o Estado da Indonésia Oriental, do qual Bali fazia parte. Dois anos depois esse estado passou a fazer parte dos Estados Unidos da Indonésia, que duraram menos de um ano, tendo sido integrado na República da Indonésia em 1950. Foi então que o antigo reino de Klungkung foi convertido na atual regência homónima, uma subdivisão da província de Bali.

## Distritos
A regência está dividida em quatro distritos (em indonésio: kecamatan).
| Distrito | Capital      | População (2022) | Área (km²) | Dens. pop. (hab.km²) | Num. de aldeias [◊] |
| --- | ------------ | ---------------- | ---------- | -------------------- | ------------------- |
| Banjarangkan | Banjarangkan | 45 800           | 45,73      | 1 001,53             | 6 / 7               |
| Dawan | Dawan        | 42 400           | 37,38      | 1 134,3              | 0 / 12              |
| Klungkung | Semarapura   | 65 900           | 29,05      | 2 268,5              | 0 / 18              |
| Nusa Penida | Sampalan     | 59 900           | 202,84     | 295,31               | 0 / 16              |
| Totais | Totais       | 214 012          | 315,00     | 679,4                | 6 / 53 (59)         |
| [◊] ^ O primeiro número refere-se a kelurahans (núcleos urbanos ou cidades) e o segundo a desas (aldeias rurais). |              |                  |            |                      |                     |